# Hapigia dentata
Hapigia dentata är en fjärilsart som beskrevs av Felix Bryk 1953. Hapigia dentata ingår i släktet Hapigia och familjen tandspinnare. Inga underarter finns listade i Catalogue of Life.